# Medkovets
Medkovets (bulgariska: Медковец) är en ort i Bulgarien.   Den ligger i kommunen Obsjtina Medkovets och regionen Montana, i den nordvästra delen av landet, 100 km norr om huvudstaden Sofia. Medkovets ligger 176 meter över havet och antalet invånare är 2 690.
Terrängen runt Medkovets är platt. Runt Medkovets är det ganska tätbefolkat, med 54 invånare per kvadratkilometer.. Medkovets är det största samhället i trakten.
Trakten runt Medkovets består till största delen av jordbruksmark.